# Maurice Goldhaber
Maurice Goldhaber, född 18 april 1911 i Lemberg, Österrike-Ungern, död 11 maj 2011 i East Setauket, New York, var en amerikansk fysiker som 1957 bevisade att neutriner har negativ helicitet. Han hade ett nära samarbete med bland andra nobelpristagaren James Chadwick och "vätebombens fader" Edward Teller. Goldhaber tilldelades Wolfpriset i fysik 1991 för sitt inflytelserika bidrag till kärn- och partikelfysik, särskilt de kring svag växelverkan med lepton.
Asteroiden 8610 Goldhaber är uppkallad efter honom och brodern Gerson Goldhaber.